# フランソワ・ペリエ (画家)
フランソワ・ペリエ（François Perrier、1594年頃 - 1649年11月2日）はフランスの画家、彫刻家である。1648年に設立されたフランスの王立絵画彫刻アカデミーの創立時のメンバーの一人である。

## 略歴

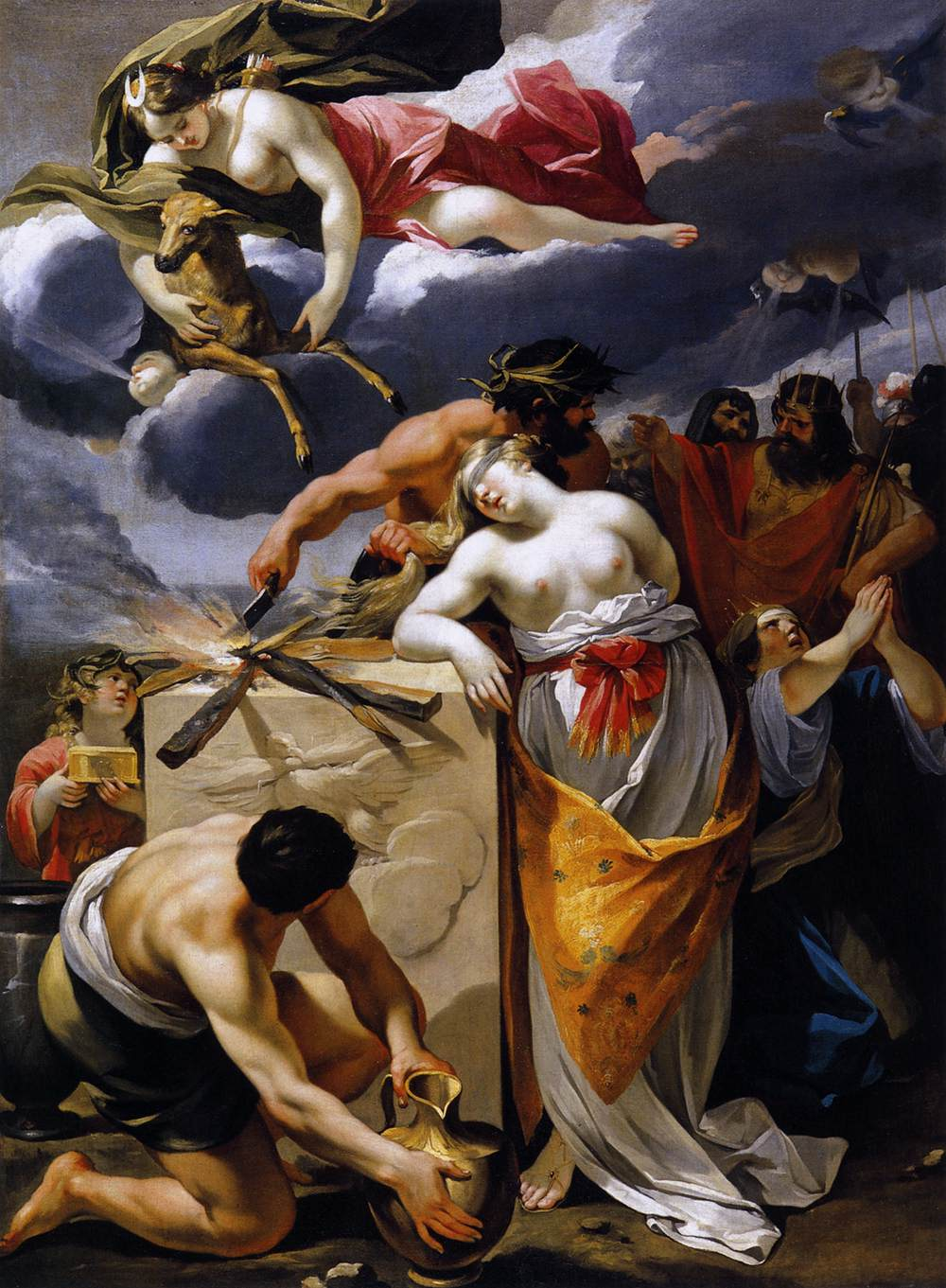
生贄にされたイーピゲネイア

スイスとの国境に近いポンタルリエに1594年頃生まれた。弟に画家になったギョーム・ペリエ(Guillaume Perrier)がいる。父親は銀細工師で父親から絵を学んだ。リヨンに移り、リヨンの画家ルブラン(Horace Le Blanc)のもとで修行した。
1624年にローマに移り、イタリア・バロック期を代表する画家のジョヴァンニ・ランフランコの工房で修行した。サンタンドレア・デッラ・ヴァッレ教会の装飾の仕事に加わったとされる。ローマでは、シモン・ヴーエやシャルル・メラン、クロード・メランといったフランスの画家と交流した。
1629年にフランスに戻り、リヨンのルブランやジャック・サラザンのもとでシャルトリュー教会(Église Saint-Bruno-les-Chartreux de Lyon)などの装飾の仕事をした。1630年の初めから、パリに移りシモン・ヴーエの助手となり、多くの建築の装飾画を手掛けた。シャルル・ルブランやシャルル＝アルフォンス・デュ・フレノワを弟子として育てた。
1634年か1635年に再び、ローマに移り、10年間、イタリアで働いた。1645年頃パリに戻り、人気のある画家となり。多くの祭壇画の注文を受け、パリ議事堂などの装飾画も描いた。
1648年に結婚した。同じ年に王立絵画彫刻アカデミーの創立時のメンバーの一人となった。

## 作品

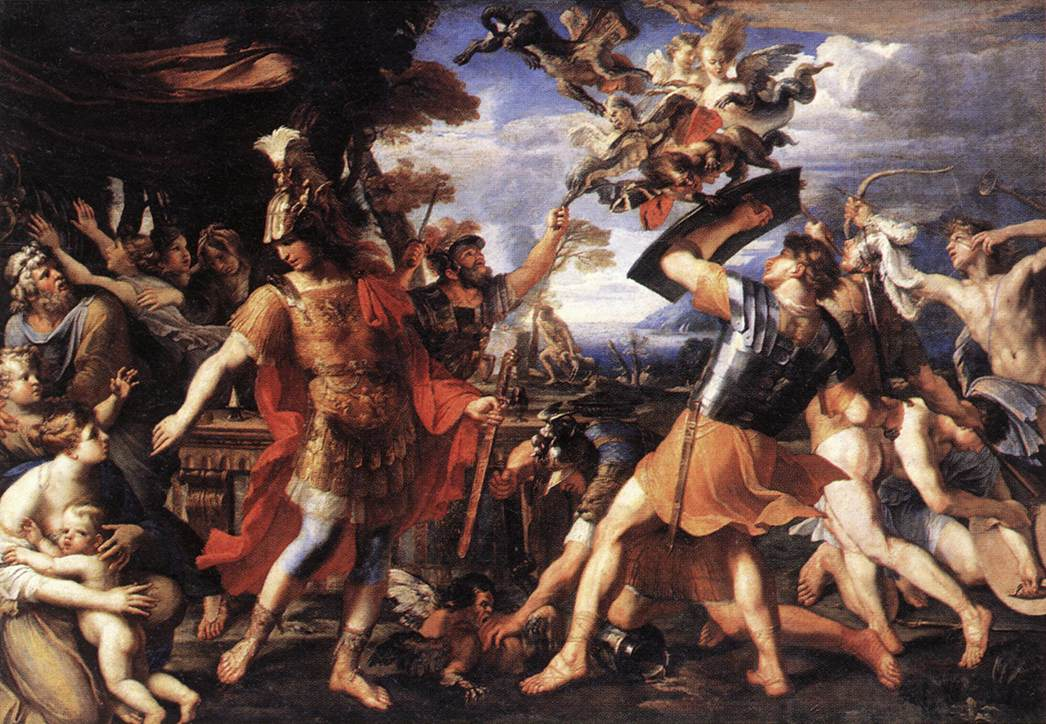
ハルピュイアと戦うアイネイアースたち
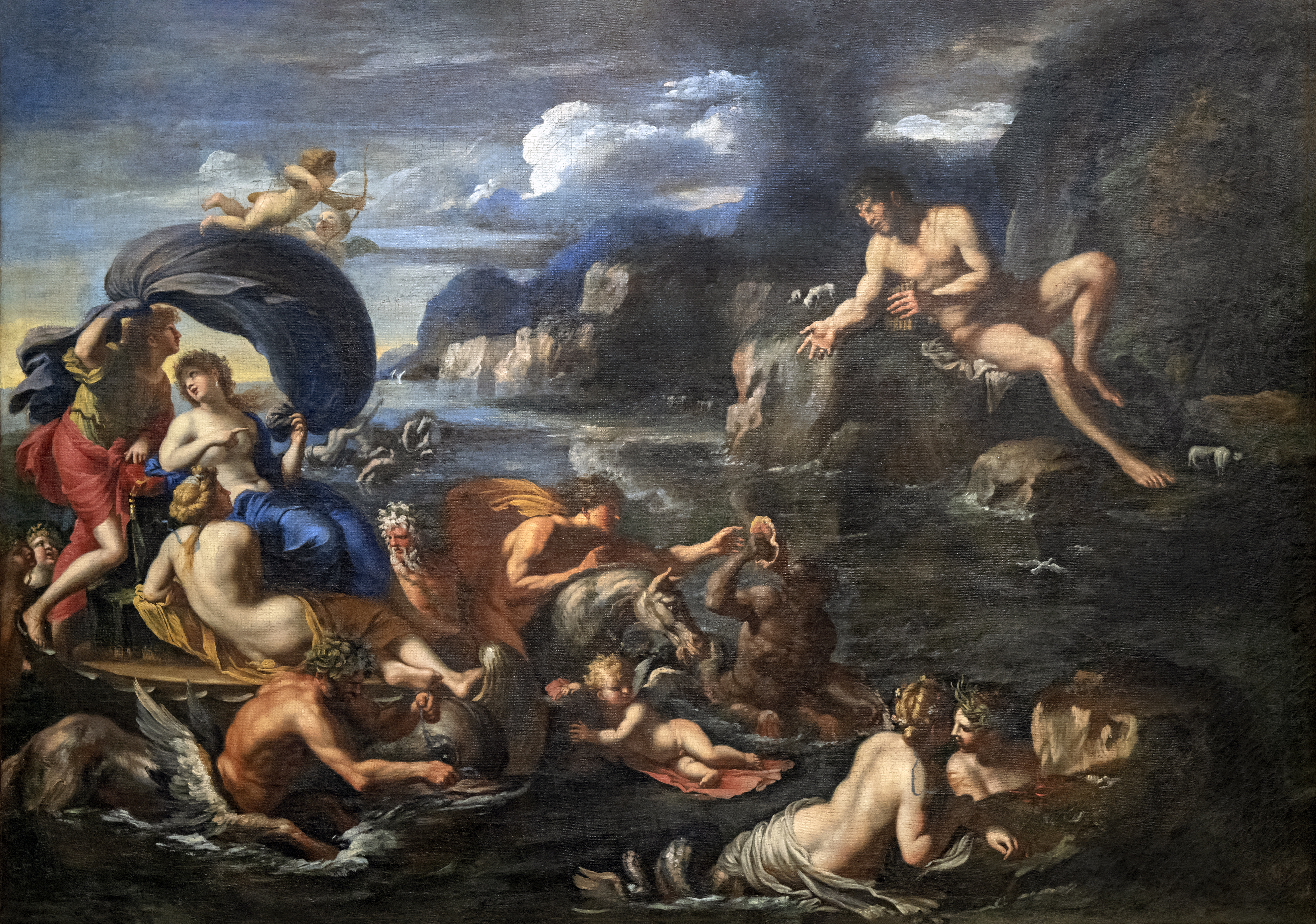
アーキスとガラテイア
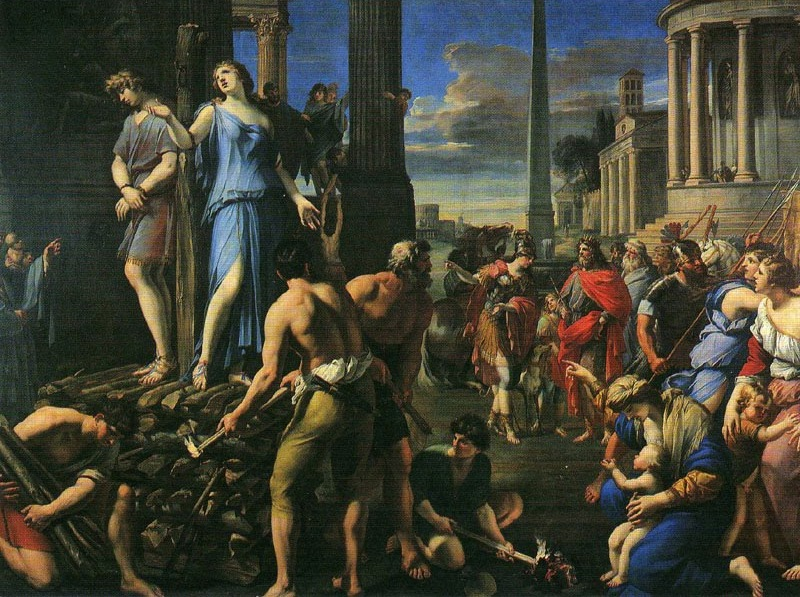
Olindo and Sophronia